# Capella de Sant Quirin (Luxemburg)
La Capella de Sant Quirin  (en luxemburguès: Gräinskapell; en francès: Chapelle Saint-Quirin) és una capella situada en la ciutat de Luxemburg, al costat de la vall del Pétrusse. Està dedicada a sant Quirin de Neuss. La façana gòtica data de 1355. El sostre i el campanar es van afegir al segle xix. La font d'aigua situada a la vora de la capella es diu que té poders curatius.